# Sandy Gilchrist (Schwimmer)
John Alexander „Sandy“ Gilchrist (* 9. November 1945 in Ocean Falls, British Columbia) ist ein ehemaliger kanadischer Schwimmer. Bei den Commonwealth Games erschwamm er eine Goldmedaille, fünf Silbermedaillen und eine Bronzemedaille und bei den Panamerikanischen Spielen gewann er je fünf Silber- und Bronzemedaillen.

## Karriere
Sandy Gilchrist ist der jüngere Bruder von Allen Gilchrist, der 1948 und 1952 für Kanada bei olympischen Schwimmwettbewerben antrat. Er stammt aus einer kleinen Gemeinde und trainierte anfangs bei George Gate in einem 20 Yards langen Pool wie auch sein späterer Staffelkollege Ralph Hutton.
Sandy Gilchrists internationale Karriere begann bei den British Empire and Commonwealth Games 1962 in Perth. Gilchrist schwamm in beiden Freistilstaffeln auf den zweiten Platz hinter den Australiern, ein weiteres Staffelmitglied war das spätere IOC-Mitglied Richard Pound. Über 110 Yards Freistil belegte er den fünften Platz, über 440 Yards und 1650 Yards wurde er jeweils Vierter. Im Jahr darauf bei den Panamerikanischen Spielen 1963 in São Paulo wurde Gilchrist Dritter über 400 Meter Freistil hinter Roy Saari und Don Schollander aus den Vereinigten Staaten. Über 1500 Meter Freistil gewann er die Silbermedaille hinter Roy Saari und vor Ralph Hutton. Hutton und Gilchrist schwammen auch in der 4-mal-200-Meter-Freistilstaffel, die den zweiten Platz hinter der Staffel aus den Vereinigten Staaten belegte. Mit der 4-mal-100-Meter-Freistilstaffel gewann Gilchrist die Bronzemedaille hinter der US-Staffel und den Argentiniern. 1964 bei den Olympischen Spielen in Tokio trat Gilchrist in sieben Wettbewerben an. Er erreichte allerdings nur ein Finale, bei dem er im 400-Meter-Lagenschwimmen den fünften Platz belegte.
Zwei Jahre später startete Gilchrist bei den British Empire and Commonwealth Games 1966 in Kingston ebenfalls in sieben Wettbewerben und gewann fünf Medaillen. Über 110 Yards und über 440 Yards Freistil belegte er jeweils den fünften Platz. Auf der 1650-Yards-Freistilstrecke gewann der Australier Ron Jackson vor Sandy Gilchrist und Ralph Hutton. Eine zweite Medaille im Einzelrennen gewann Gilchrist über 440 Yards Lagen mit Bronze hinter dem Australier Peter Reynolds und Ralph Hutton. In beiden Freistilstaffeln gewannen die Australier vor den Kanadiern, bei denen Sandy Gilchrist, Ralph Hutton, Robert Kasting und Ron Jacks in beiden Staffeln dabei waren. Die 4-mal-110-Yards-Lagenstaffel mit Sandy Gilchrist, Leonard Chase, Ralph Hutton und Ron Jacks gewann den Titel vor den Engländern und den Neuseeländern.
Bei den Panamerikanischen Spielen 1967 in Winnipeg gewann Sandy Gilchrist drei Bronzemedaillen auf Einzelstrecken, jeweils hinter zwei Schwimmern aus den Vereinigten Staaten. Über 100 Meter Freistil war er Dritter hinter Don Havens und Zachary Zorn. Über 200 Meter Lagen siegte Doug Russell vor William Utley und Gilchrist. Auf der doppelt so langen Strecke siegte Utley vor Ken Webb und Gilchsrist. Gilchrist gewann außerdem dreimal Silber mit den drei Staffeln, Gold ging jeweils an die Staffel aus den Vereinigten Staaten.
Bei den Olympischen Spielen in Mexiko-Stadt trat Gilchrist in sieben Wettbewerben an. Über 100 und 200 Meter Freistil verpasste Gilchrist jeweils das Finale. Über 200 Meter Lagen wurde er Sechster und über 400 Meter Lagen schwamm er auf den fünften Platz. Die Lagenstaffel und die 4-mal-100-Meter-Fresitilstaffel erreichten jeweils den siebten Platz. Im Wettbewerb der 4-mal-200-Meter-Freistilstaffeln schwammen George Smith, Ron Jacks, Sandy Gilchrist und Ralph Hutton für Kanada. Sie erreichten den vierten Platz mit 1,6 Sekunden Rückstand auf die Staffel der Sowjetunion.